# عبدالله شایق
عبدالله شایق (ترکی آذربایجانی: Abdulla Şaiq) شاعر، نویسنده، مدرس، مترجم و یکی از بانیان ادبیات کودک در آذربایجان به‌شمار می‌آید. وی ۲۴ فوریه سال ۱۸۸۱ در تفلیس در امپراتوری روسیه به دنیا آمد. همچنین در سال ۱۹۴۰، به عضویت در اتحادیه نویسندگان جمهوری آذربایجان درآمد.

## زندگی‌نامه
عبدالله طالب‌زاده در ۲۴ فوریه سال ۱۸۸۱ در خانوادهٔ روحانی در تفلیس زاده شد. در سال ۱۸۸۸، به دبستان شش ساله رفت. در سال ۱۸۹۳، بنابه مشکلات خانوادگی راهی خراسان شده و آنجا در مدرسه «یوسف ضیا»، یکی از افراد روشنفکر وقت به تحصیل دانش ادامه داد. پس از این، هفت سال مشغول درس خواندن شد. در این مدرسه رشته‌های علمی تاریخ، منطق، روان‌شناسی، ادبیات شرقی، روسی و آذربایجانی را در سطح بالا فراگرفت. در سال ۱۹۰۰، به تفلیس برگشت و در سال ۱۹۰۱ از آنجا راه باکو را در پیش گرفت.
ولی اینکه در باکو شاهد حوادث ناشی از انقلاب، وضعیت سخت زندگی کارگران در حومهٔ «صابونچی» و غیره… شد، اثراتی بر جهان‌بینی وی گذاشت.

## آفرینش
شایق یک سراینده و نویسندهٔ رومانتیک بود. نمایشنامه‌ها و داستان‌های فولکلورگرای وی برای اولین بار در سال ۱۹۰۶ در جریده‌ها و مجلات محلی شروع به انتشار کرد. بعدها او همچنین به نوشتن داستان‌ها پیرامون موضوعات فقر و وضعیت دلخراش و ناگوار مالی کارگران پیش از تشکیل شوروی پرداخت. این امر نیز باعث آن شد، که آثار عبدالله شایق بیش از پیش محبوبیت ویژه ای داشته باشد.
استقبال شاعر از بین‌المللی بودن و آرامش‌طلبی، او را به عنوان نویسنده موفق تر و معروف تر ساخت. علی‌رغم اینکه فعالیت‌های علمی وی شامل موارد تبلیغ فرهنگ آذربایجان و دیدگاه‌های محرز ضداستالینیستی بود، ولی دولت شوروی عبدالله شایق را مورد پیگرد قضایی قرار نداد.
شایق همزمان با فعالیت نویسندگی به عنوان مدرس زبان و ادبیات آذربایجانی آوازهٔ بسزایی یافته بود. او مؤلف بسیاری از کتابهای درسی در خصوص زبان‌شناسی و ادبیات‌شناسی بود، که بین سال‌های ۱۹۰۹ تا ۱۹۲۰ به طبع رسیده بودند.
در طول استقلال کوتاه مدت جمهوری دمکراتیک آذربایجان در خلال ۱۹۲۸ تا ۱۹۲۰، به‌طور سرسختانه از حزب حاکم مساوات حمایت ایدئولوژیک کرد.
عبدلله شایق همچنین آثاری از ویلیام شکسپیر، دانیل دفو، الکساندر پوشکین، لرمانتف، ایوان کریلوف، ماکسیم گورکی، «آلکساندر نکراسف»، نظامی گنجوی، و فردوسی به زبان‌های آذربایجانی و روسی برگردانید.